# アンタゴニスト (漫画)
『アンタゴニスト』は、原作：藤栄道彦、作画：黒田高祥による日本の漫画作品。『月刊コミックゼノン』（コアミックス）にて、2018年8月号から2021年4月号まで連載された。

## 書誌情報
書籍としては第一部分の全4巻で刊行された。第二部を描いた5巻から7巻までは電子書籍版のみの販売となっている。
- 原作：藤栄道彦、作画：黒田高祥『アンタゴニスト』コアミックス〈ゼノンコミックス〉、書籍版全4巻、電子版全7巻
  1. 2019年3月20日発売[3]、ISBN 978-4-19-980559-2
  2. 2019年5月20日発売、ISBN 978-4-19-980566-0
  3. 2019年10月19日発売、ISBN 978-4-19-980601-8
  4. 2020年3月18日発売、ISBN 978-4-19-980623-0
  5. 2020年9月19日配信
  6. 2021年1月20日配信
  7. 2021年3月18日配信